# Narihiro Inamura
Narihiro Inamura (jap. 稲村成浩 Inamura Narihiro; ur. 18 grudnia 1971 r. w Maebashi) – japoński kolarz torowy, srebrny medalista mistrzostw świata.

## Kariera
Największym sukcesem w karierze Narihiro Inamury jest zdobycie wspólnie z Toshinobu Saitō srebrnego medalu w wyścigu tandemów podczas mistrzostw świata w Maebashi w 1990 roku. W wyścigu tym reprezentantów Japonii wyprzedził jedynie włoski duet Gianluca Capitano i Federico Paris. Inamura zdobył również złoty medal w wyścigu na 1 km podczas kolarskich mistrzostw Azji w 1999 roku. Na rozgrywanych rok później igrzyskach olimpijskich w Sydney zajął w tej samej konkurencji dziewiąte miejsce, a rywalizację w sprincie drużynowym zakończył na piątej pozycji.